# Coenosia femoralis
Coenosia femoralis este o specie de muște din genul Coenosia, familia Muscidae. A fost descrisă pentru prima dată de Robineau-desvoidy în anul 1830. Conform Catalogue of Life specia Coenosia femoralis nu are subspecii cunoscute.